# 血管瘤
血管瘤（angioma，hemangioma）是血管、淋巴管管壁（内皮组织）或其周围组织的细胞增生形成的良性肿瘤。血管瘤可发生于许多部位，无被膜，界限不清，在皮肤或黏膜可呈突起的鲜红肿块，在内脏多呈结节状。
血管瘤病（angiomatosis，hemangiomatosis）是累及身体大片连续区域、呈弥漫性和持续性的血管瘤。
皮肤血管瘤是真皮深层或皮下组织内的血管、淋巴管增生、扩张并充满血液而形成的柔软肿块；内脏血管瘤可出现在肝、脾、肾、肺、和脑部等器官中。另有一些发生在躯干及肢体深部或肌肉骨骼的血管瘤。
血管瘤的发生率随着患者年龄的增长而增加。血管瘤的发生可能是系统性疾病如肝脏疾病的一个指标，通常不是恶性的。

## 表现
常见的皮肤血管瘤通常在患者体表各部皮肤表面或皮肤下层出现，因位置的不同而对患者造成不同的影响。他们也可能是更严重的疾病如肝硬化的症状之一。血管瘤一般是出于美容的原因才会被切除。

## 类型
- 血管瘤

1. 毛细血管：樱桃状血管瘤，婴儿型血管瘤
2. 海绵状血管瘤
3. 化脓性肉芽肿

- 淋巴管瘤

1. 单纯毛细淋巴管瘤
2. 囊状淋巴管瘤

- 血管球瘤
- 血管扩张症

1. 鲜红斑痣
2. 毛细血管扩张：蜘蛛痣、遗传性出血性毛细血管扩张症

- 活性血管增生

1. 杆菌血管瘤病